# Kevin Parker
Kevin Parker (ur. 6 lutego 1937 w Kalgoorlie) – australijski prawnik, obecnie wiceprezes Międzynarodowego Trybunału Karnego dla byłej Jugosławii (ICTY).
Uzyskał licencjat z prawa na Uniwersytecie Australii Zachodniej, po czym rozpoczął praktykę adwokacką. W latach 1979–1994 był prokuratorem generalnym Australii Zachodniej, a następnie do 2003 zasiadał w stanowym sądzie najwyższym. Równocześnie rozwijał swoją karierę dyplomatyczną. Od 1982 do 1995 był jednym z negocjatorów prowadzących rozmowy w sprawie przebiegu granicy morskiej między Australią a Indonezją. Był również członkiem australijskiej delegacji do Komisji Prawa Morza ONZ (gdzie oprócz zagadnień prawnych zajmował się także reprezentowaniem interesów władz stanowych). W 2003 został wybrany do ICTY, zaś od 2005 pełni rolę wiceprezesa Trybunału. 